# Потісарат II
Потісарат II (1552–1627) — двадцять шостий правитель королівства Лансанг.
Був сином короля Сен Сулінти. Зійшов на трон 1622 року після смерті Упхаґнуварата I за рішенням знаті. До сходження на престол обіймав посаду губернатора Сікотабонгу.
Помер 1627 року, після чого новим королем став молодший син короля Воравонґси II Мон Кео.